# Waltraude Stummer
Waltraude Stummer ist eine österreichische Tischtennis-Nationalspielerin aus den 1960er Jahren.

## Werdegang
Waltraude Stummer spielte beim Verein ATUS Graz. 1965 gewann sie die Steirischen Jugendmeisterschaften im Mädchen-Einzel und Mixed.  Bei den nationalen österreichischen Meisterschaften siegte sie 1969 im Doppel mit Ingrid Forstner, 1970 wurde sie mit der gleichen Partnerin Zweiter.
1968 vertrat sie Österreich bei der Europameisterschaft, 1969 wurde sie für die Weltmeisterschaft nominiert. Dabei kam sie nie in die Nähe von Medaillenrängen.
Anfang der 1970er Jahre heiratete sie und trat danach unter dem Namen Zechner auf.